# Plaisance (Gers)
Plaisance is een gemeente in het Franse departement Gers (regio Occitanie). De plaats maakt deel uit van het arrondissement Mirande. Plaisance telde op 1 januari 2022 1.426 inwoners.
Het plaatsje ligt aan de rivier de Arros, het centrum aan de westkant van de Arros. Daar liggen aan de andere kant van de brug over de Arros een arena en een openluchtzwembad. De arena is er voor stierenvechten.

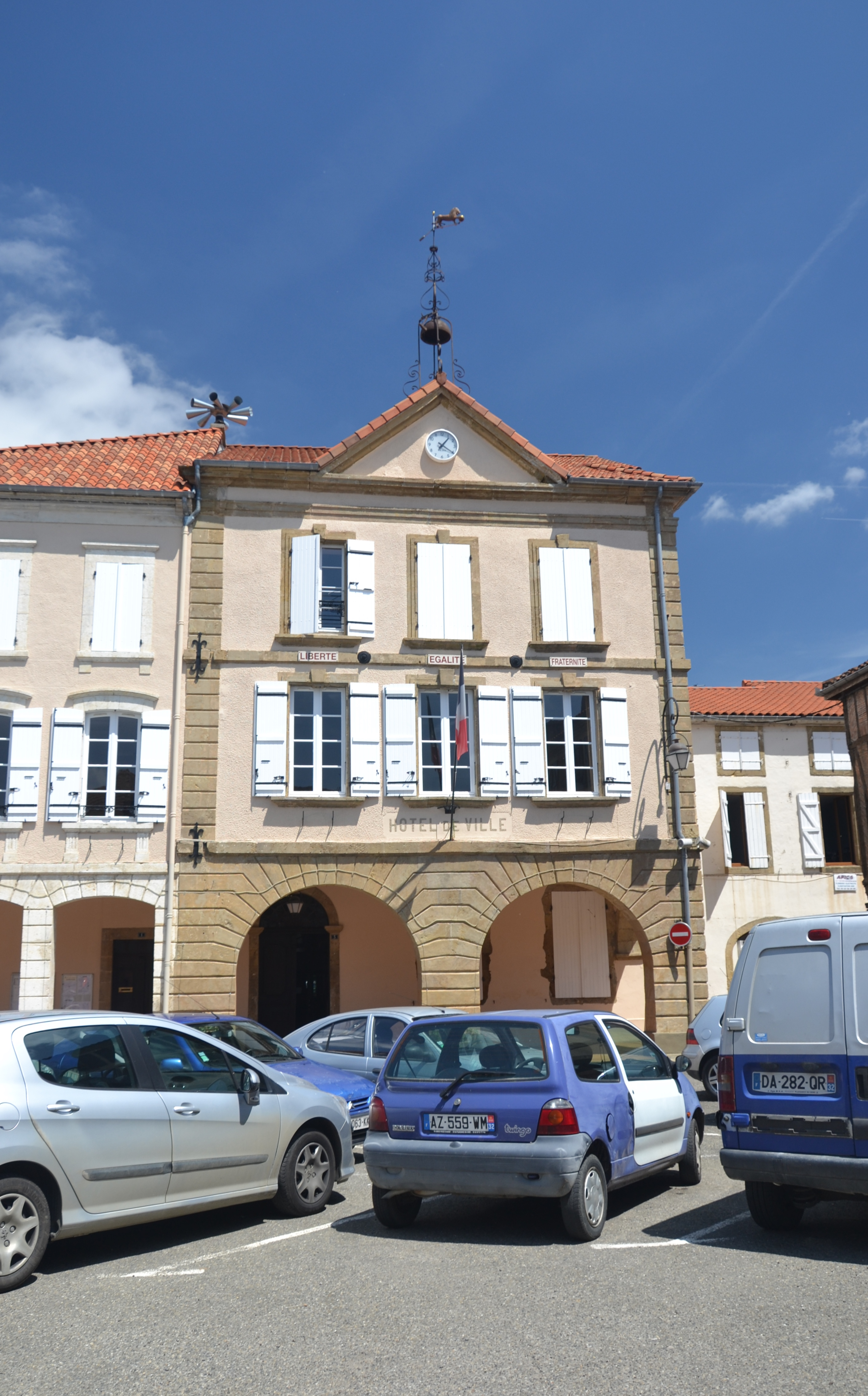
Gemeentehuis
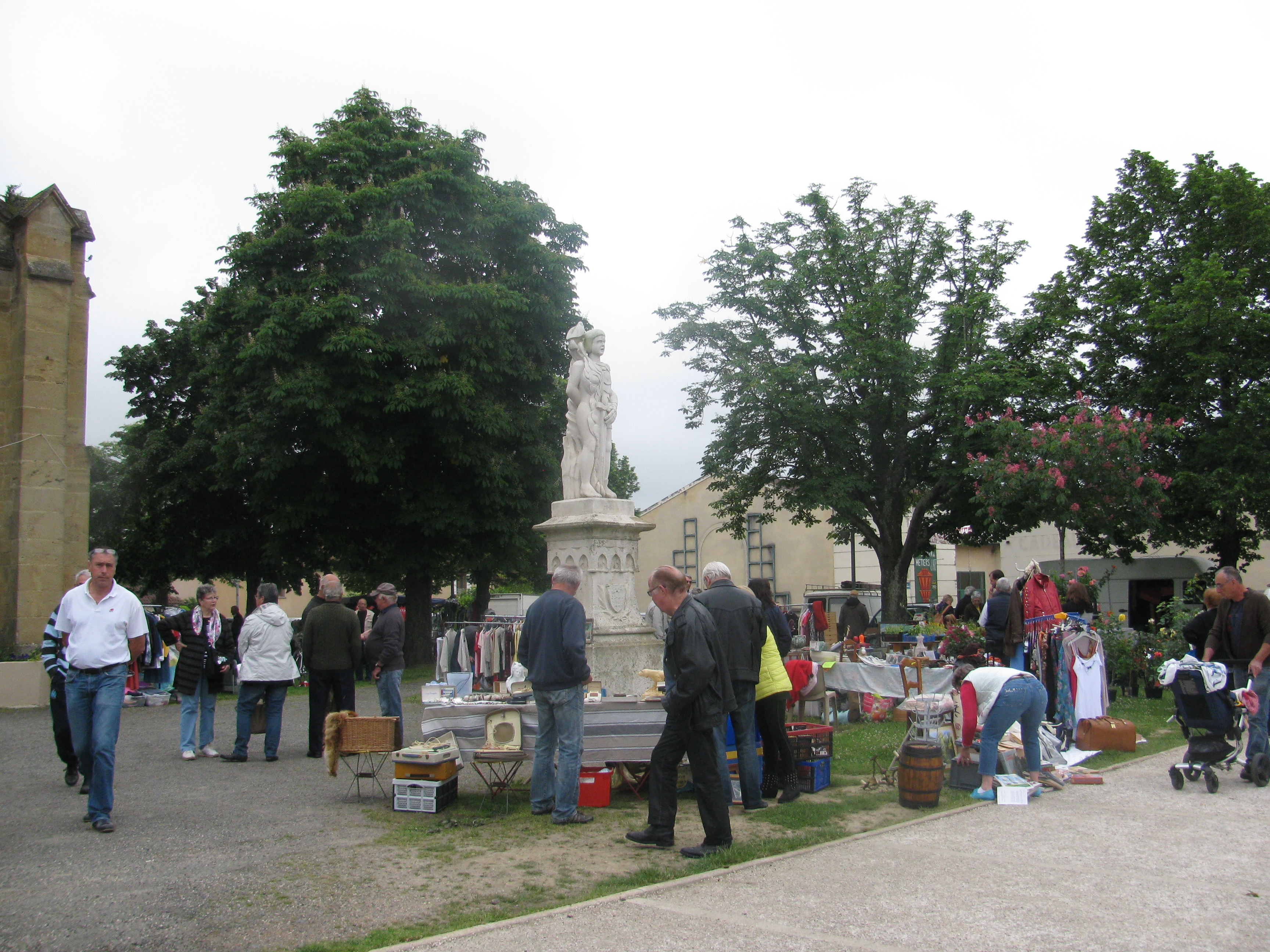
Markt op het kerkplein
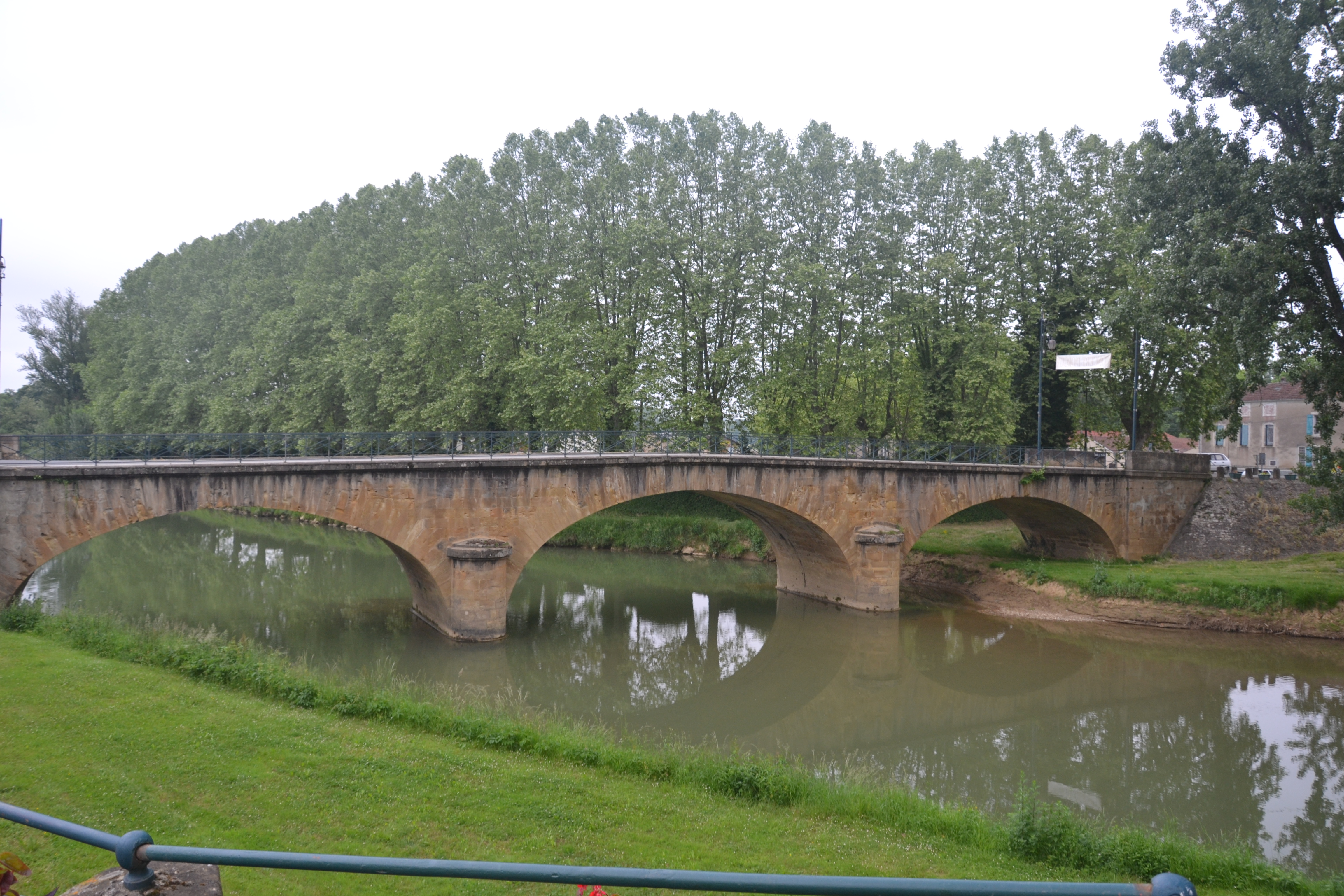
Brug over de Arros

## Geografie
De oppervlakte van Plaisance bedroeg op 1 januari 2022 13,71 vierkante kilometer; de bevolkingsdichtheid was toen 104 inwoners per km².

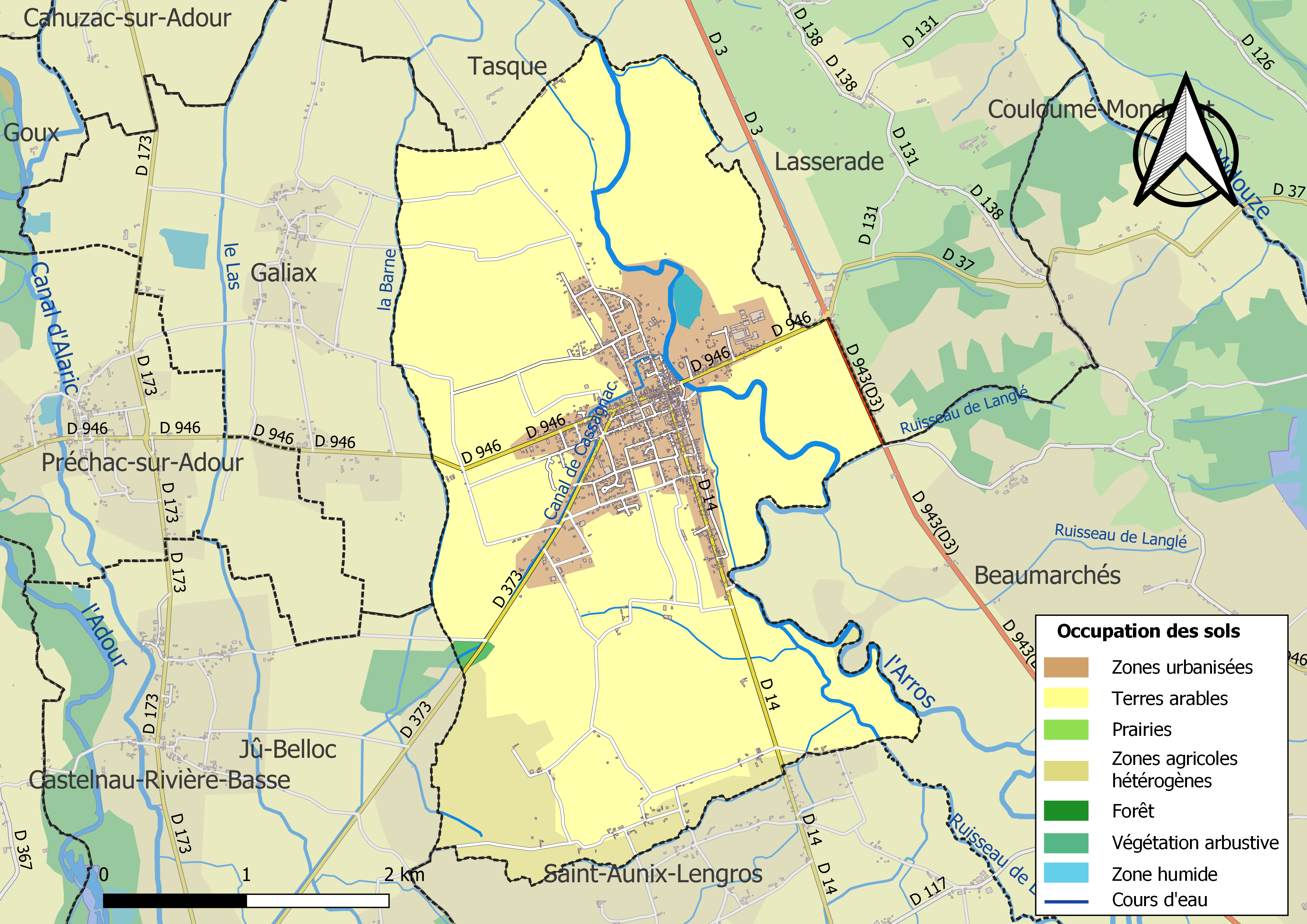
Kaart van de gemeente met belangrijkste infrastructuur, bodemgebruik en omliggende gemeenten

## Demografie
Onderstaande figuur toont het verloop van het inwonertal (bron: INSEE-tellingen).